# وینسنت لندی (کمک‌راننده)
وینسنت لندی (انگلیسی: Vincent Landais؛ زادهٔ ۱۷ اکتبر ۱۹۹۱) نقشه خوان اهل فرانسه است.  او کمک راننده سباستین اوژیه راننده فرانسوی رالی است که برای تیم رالی جهانی تویوتا گازو ریسینگ در مسابقات رالی قهرمانی جهان مسابقه می دهد.
لندی و لوبت در سال ۲۰۱۵، برای اولین بار در مسابقات رالی قهرمانی نوجوانان جهان شرکت کردند و حرفه رالی خود را شروع کردند. آنها قهرمانی کلاس ۲ رالی را در سال ۲۰۱۹ به دست آوردند. 